# Юшковичи (Любанский район)
Юшковичи (бел. Ю́шкавічы) — деревня в Любанском районе Минской области Беларуси. В составе Юшковичского сельсовета. До 2009 года являлась центром Юшковичского сельсовета.

## География
Расположена около автодороги Р-55 Погост—Любань (3 км). В 15 км на запад от Любани, 167 км от Минска, 15 км т железнодорожной станции Уречье.
Ближайшие населённые пункты Заболоть, Ольховка, Раковищи и др.

## История
Известна с XVI века. В 1566 году — в составе Еремичской волости (имения) Слуцкого княжества. 
С 1793 года — в Заболотской волости Бобруйского уезда Минской губернии Российской империи.
В 1924 году деревня стала центром Любанского района Слуцкого, с 1927 года — Бобруйского, с 1935 года — вновь Слуцкого округов, с 1938 года — в Минской области.
В 2009 году центр Юшковичского сельсовета перенесен из деревни Юшковичи в Смольгово.

## Население

### Численность
- 2019 год — 114 жителей

### Динамика
- 1908 год — 546 жителей, 89 дворов[4]
- 1999 год — 211 жителей (перепись населения)
- 2003 год — 178 жителей, 77 дворов
- 2009 год — 153 жителей (перепись населения)[4]
- 2019 год — 114 жителей (перепись населения)

## Улицы
- Мира
- Молодёжная и др.

## Инфраструктура
Библиотека, клуб.